# Jeroen Bleekemolen
Jeroen Bleekemolen (ur. 23 października 1981 w Heemstede) – holenderski kierowca wyścigowy. Syn Michaela Bleekemolena i brat Sebastiaana Bleekemolena. Obecnie startuje w Porsche Supercup.

## Kariera

### 1998
- Holenderska Formuła Ford
- Junior Renault Megene Cup

### 1999
- Formuła Palmer Audi
- Europejskie Mistrzostwa Opla

### 2000
- Malboro Masters
- Niemiecka Formuła 3

### 2001
- FIA GT Championship
- Mistrzostwa Europy Renault Clio
- Mistrzostwa Holandii Renault Clio
- 24 godziny Spa-Francorchamps

### 2002
- Dutch Touring Car Championchip
- Formuła 3
- Mistrzostwa Europy Renault Clio V6

### 2003
- DTM
- Nürburgring 24 godzinY

### 2004
- DTM

### 2005
- A1 GP
- 24 godziny Spa-Francorchamps
- Zolder 24 godziny
- FIA GT
- Le Mans Series
- Porsche Supercup

### 2006

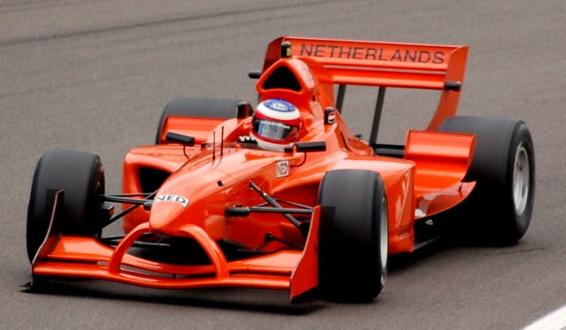
Jeroen Bleekemolen podczas wyścigu A1 GP na Zandvoort w 2006 roku

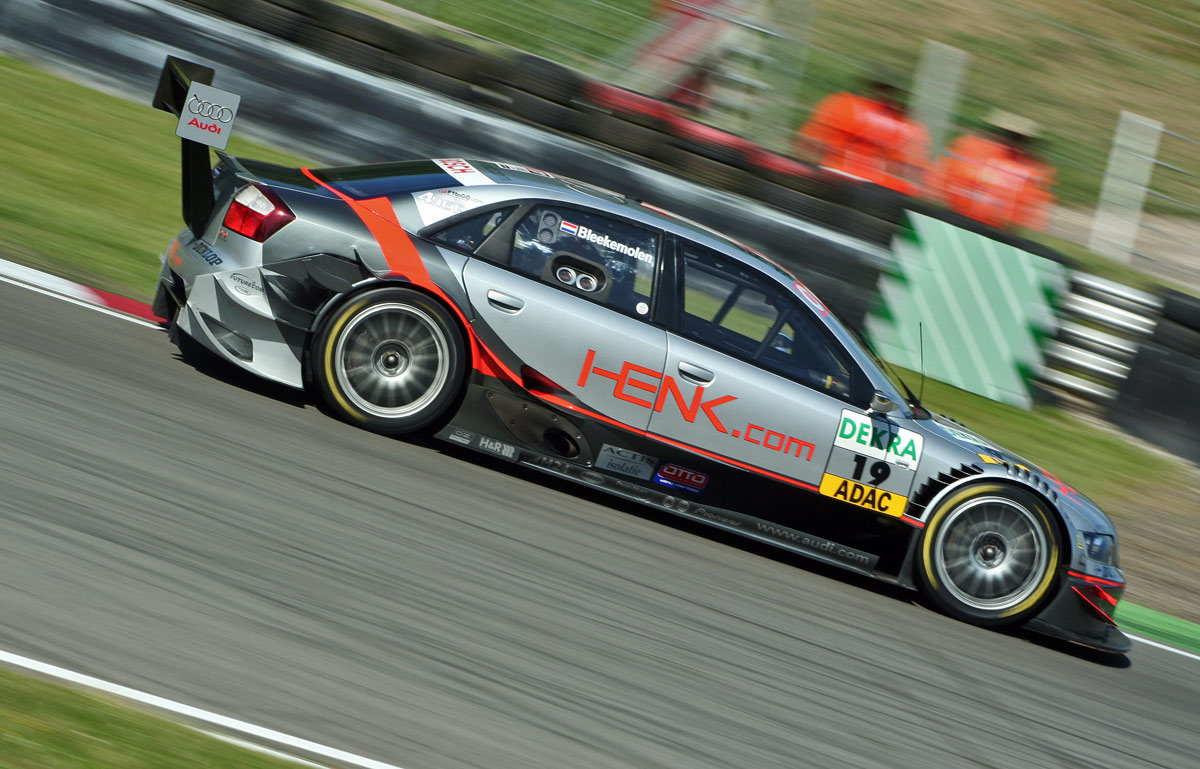
Jeroen Bleekemolen podczas wyścigu DTM w 2006 roku

- Sebring 12 godzin
- 24 godziny Le Mans
- Le Mans Series
- FIA GT
- Belcar
- Porsche Supercup
- Porsche Carrera Cup
- DTM

### 2007
- A1 GP
- Le Mans Series
- 24 godziny Le Mans
- Porsche Supercup
- Porsche Carrera Cup
- 24 godziny Spa-Francorchamps
- ADAC GT Masters

### 2008
- A1GP
- Porsche Supercup (mistrz)
- 24 godziny Le Mans (zwycięzca w klasie LMP2 Porsche)
- Le Mans Series
- ADAC GT Masters
- Porsche Carrera Cup Germany
- 24 godziny Dubaj

### 2009

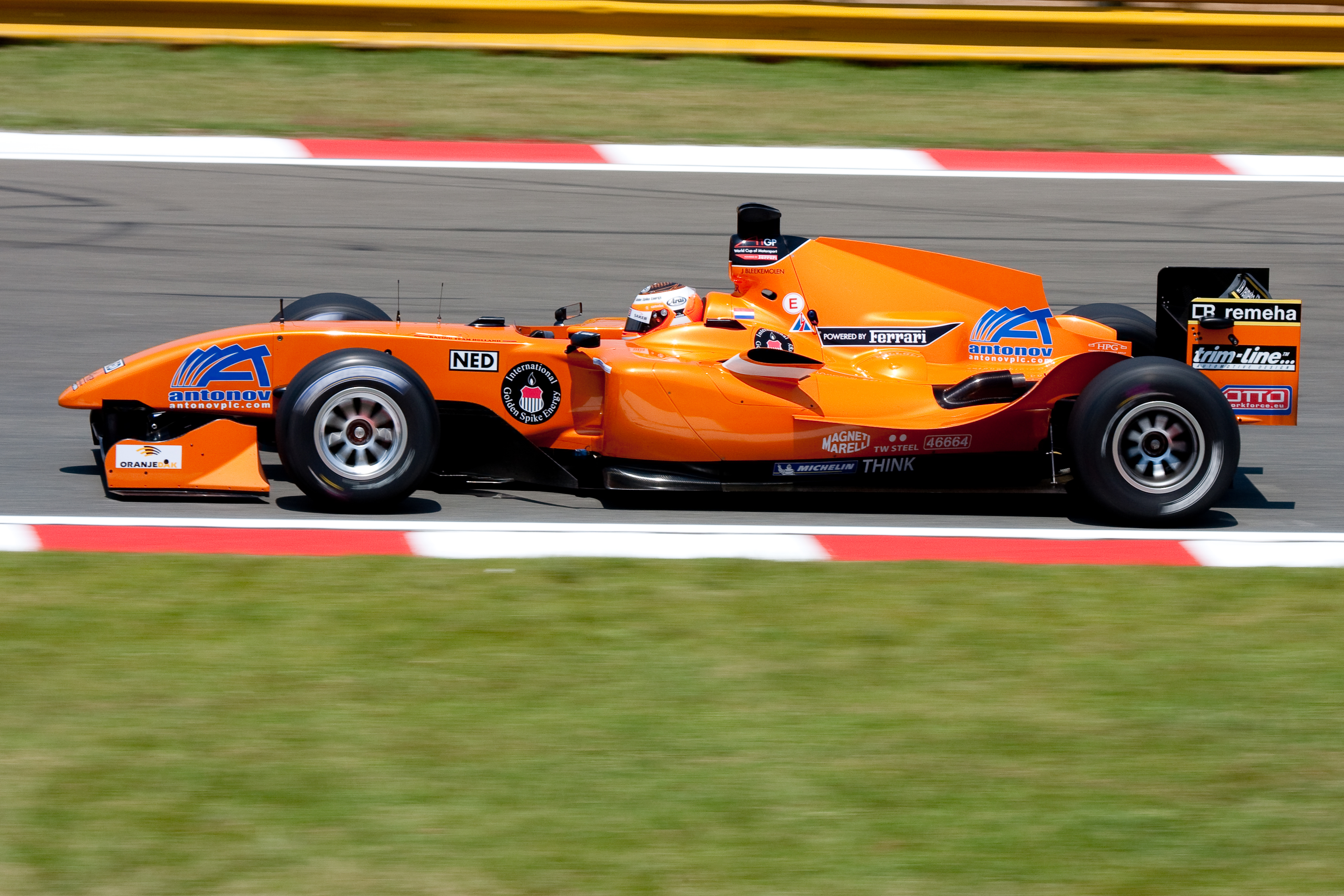
Jeroen Bleekemolen podczas wyścigu A1 GP na Kyalami w 2009 roku

- A1 GP
- Porsche Supercup (mistrz)

### 2010
- Porsche Supercup
- 24h Le Mans

### 2011
- Porsche Supercup
- 24h Le Mans

### 2012
- Porsche Supercup
- 24h Le Mans
- International V8 Supercars Championship
- FIA GT1 World Championship

### 2013
- Porsche Supercup
- 24h Le Mans